# Università Metodista di San Paolo
L'Università Metodista di San Paolo (UMESP) è un'università privata brasiliana la cui sede principale si trova a São Bernardo do Campo. Possiede tre campus in questa città.

## Storia
Il primo nucleo sorse nel 1938, con la creazione della Facoltà di Teologia della Chiesa Metodista a São Bernardo do Campo, che nel 1970 volle rafforzare l'impegno per l'educazione religiosa nella regione metropolitana di San Paolo e creò quindi l'Istituto Metodista di Educazione Superiore. Con il consolidamento del progetto pedagogico e l'eccellenza raggiunta negli anni, l'IMS è diventato uno degli istituti di istruzione superiore più rinomati del Paese. Ciò gli ha permesso di ottenere lo status di università nel 1997, ampliando il numero di facoltà e corsi offerti.